# Coursac
Coursac – miejscowość i gmina we Francji, w regionie Nowa Akwitania, w departamencie Dordogne.
Według danych na rok 1990 gminę zamieszkiwało 1175 osób, a gęstość zaludnienia wynosiła 48 osób/km² (wśród 2290 gmin Akwitanii Coursac plasuje się na 369. miejscu pod względem liczby ludności, natomiast pod względem powierzchni na miejscu 387.).

## Współpraca
Miejscowość partnerska:
- Fernelmont, Belgia